# 西成区覚醒剤中毒者7人殺傷事件
西成区覚醒剤中毒者7人殺傷事件（にしなりく かくせいざいちゅうどくしゃ しちにんさっしょうじけん）とは、1982年（昭和57年）2月7日に大阪府大阪市西成区山王三丁目の文化住宅（アパート）で発生した殺人・同未遂事件である。
加害者の男H・T（事件当時47歳・無職）は中学校卒業後間もなくのころから（一時的な中断期間を除き）長期間にわたり覚醒剤を濫用し続けていたため、事件前から慢性覚醒剤中毒（妄想状態）に陥っていた。そして事件当時も常用し続けていた覚醒剤の急性中毒症状によって物音・話し声などに極めて過敏になり、「妻子や近隣住民たちがグルになって自分に嫌がらせをしている」との被害妄想を抱き、妻や近隣住民ら計4人を刺殺し、息子ら3人に重軽傷を負わせた。

## 事件前の経緯
加害者の男Hは愛媛県松山市生まれ。小学校時代から友人は少なく、松山市立御幸中学校（現：東中学校）に進学してからは詐欺まがいの非行などでたびたび補導されていた。中学校を卒業後に職業訓練校に入学したが、わずか3か月で辞めてからは不良交友を深め、当時使用禁止になった覚醒剤（ヒロポン）に染まり、家から金品を持ち出しては覚醒剤を購入することを重ねたため、少年鑑別所入所（計6回）・少年院入院（計3回）を繰り返した。その後も数度の受刑生活を送ったり、その時々の生活に生き甲斐を見出したりしたことで、短期間ないし数年間にわたり覚醒剤の使用を中断した時期もあったが、いったん止めてもすぐに覚醒剤の濫用を再開した。特に若いころには覚醒剤を多量・頻繁に使用したことで幻覚が見えたり、不安・恐怖を抱いて逃げ回り、数時間後にハッと気が付くなどの知覚障害（錯覚）・意識変容などの体験があった。その後はそれほど激しい使用をしなくなったため、異常体験に見舞われることはなくなったが、長期間・持続的に覚醒剤の濫用を続けたことが後の被害妄想（本事件のきっかけ）につながった。
高知県・徳島県などで工員として働いた後、1969年（昭和44年）に大阪へ渡り、浪速区内のバーでホステスとして働いていた事件当時の妻A（1947年〈昭和22年〉5月15日生まれ）と知り合った。一方で1971年（昭和46年）以降は勤労せず、かつて同棲していた女性や前妻・事件当時の妻Aらの売春婦などとしての稼ぎに依存しながら、覚醒剤の購入・使用を長期間継続していた。この間、1970年（昭和45年）7月31日には女性Aとの間に長男Bが誕生し、1973年（昭和48年）には前妻と協議離婚してAと結婚した。
1974年（昭和49年）10月ごろからは妻Aや息子Bらと共に東京で生活していたが、覚醒剤の濫用を長期間続けたことにより慢性（覚醒剤）中毒状態に陥った。それによる妄想から、覚醒剤の売人に代金を持ち逃げされたことに関連し、1975年（昭和50年）7月24日には埼玉県入間市野田の親戚宅にて覚醒剤のことでAと口論になって激昂し、骨すき包丁でAの腹部を数回突き刺して重傷を負わせる殺人未遂などの事件を犯した。これによりHは1976年（昭和51年）4月16日、浦和地方裁判所川越支部で殺人未遂・傷害の各罪により懲役3年の判決を受け、同刑により府中刑務所に服役したが、1978年（昭和53年）8月17日に仮出所してからは再び東京でAと同棲することになった。しかし、その後はAの態度を冷たく思ったことから十分に愛情を感じ取ることができず、Aに不満を持ち続けるようになったが、自身は勤労に従事せず、Aを売春婦として働かせながらすぐにまた覚醒剤の常用に走った。これにより、Hは覚醒剤の慢性中毒・急性中毒が相乗し、長年にわたり堅固な妄想体系を形成することになった。また、Hは1979年（昭和54年）ごろに当時住んでいたマンションの家主からの勧めで創価学会に入会したが、信仰に身が入らず、却って御本尊を焼き捨てるなどした。そのため創価学会への後ろめたさを抱き、「創価学会の関係者らが自分に嫌がらせをしている」と思い込むようになり、再三にわたり転居を繰り返し、最終的には「東京を離れたら嫌がらせはやむ」と思って大阪へ引っ越すことになった。
その後、Hは1980年（昭和55年）9月ごろから事件現場のアパート「グリーンハウス」（大阪府大阪市山王三丁目21番2号）2階16号室に入居し、妻子と3人家族で暮らしていた。しかし大阪でも自身は覚醒剤に加え、持病の慢性膵炎があったことから就労せず、妻Aを飛田新地歓楽街にて売春婦として働かせるなどして生活していた。妻Aは飛田新地にて月収約30万円を稼いでいたが、Hはアパートの家賃（月額22,000円）や生活費以外のほとんどを覚醒剤につぎ込み、毎日5,000円相当の覚醒剤を注射していた。その一方で妻子に乱暴を働いていたほか、近隣からの物音・話し声には相変わらず過敏で、それを妄想的に自分に関係づけて「嫌がらせを受けている」と思い込んだ。また、かつて覚醒剤を購入していた売人の男性甲や、創価学会の関係者らについて「グリーンハウスの近隣居住者や（覚醒剤新規購入先の）暴力団関係者にまで手を廻し、彼らとグルになって自分への嫌がらせ・迫害を働いている」と妄想を募らせ、日夜その被害感からくる苦悩を深めていった。一方、Aは事件直前（1月20日ごろ）、宗教団体に対し「入信したい」と申し出ていたが、このことも殺傷事件の動機となった。
1981年初めごろからはHの奇行が目立つようになったことから、近隣住民たちはHについて「不気味だ」と噂を立て、同年秋には住民の1人が西成警察署（大阪府警察）へ「Hの様子がおかしい。覚醒剤中毒者ではないか」と相談していたが、西成署は「単なる夫婦喧嘩ではないか」と取り合わず、十分に調査をしなかった。また、Hは1981年3月に東住吉警察署から万引きで検挙され、その際には腕に注射痕があったことから採尿検査を受けたが、覚醒剤反応が出なかったため、覚醒剤使用容疑では検挙されなかった。

## 事件当日

### 妻子を殺傷
1982年2月7日、Hは自宅奥6畳間で2時ごろに就寝したが、未明から熟睡できず、うとうとしていた。9時30分ごろに「録音テープ」というような声が聞こえたことで目を覚ましたHは「これは、かねてから嫌がらせの話し声・物音を録音しておいたカセットテープのことだ」と思ってそれを探したが見当たらなかった。そのため、傍らで眠っていた妻A（34歳没）に「お前、テープは」と尋ねたが、Aから「そんなもの知るか」と邪険な返事をされたため、「Aはテープを誰かよその人間に手渡し、素知らぬ顔をしている」と邪推して逆上し、咄嗟にAの殺害を決意した。そして、常に枕元（布団の下）に置いてあった刺身包丁〈刃渡り約21センチメートル (cm) 〉を手に取り、Aの腹部・胸部・腕部・左太腿などを多数回突き刺してAを殺害した。
H・A夫婦の長男B（事件当時11歳・大阪市立金塚小学校5年生）は母Aの悲鳴を聞いたことで自宅表3畳間で目を覚まし、布団の上に座っていたが、HはAを刺した直後に「Bを殺害することになってもやむを得ない」と未必の殺意を抱いた上で、「裏切ったな！」などと叫びながらBの胸部・腹部などを多数回切り付けたり突き刺したりした。Bは一命を取り留めたが、加療約3週間の怪我（腹部・右前胸部・右上腕刺創、左前胸部・右前腕・左上腕・左前腕・左手指への切創）を負った。

### 近隣住民5人を殺傷
このように妻子を殺傷した後、Hはさらに「日ごろから嫌がらせをしている近隣居住者らを殺害しよう」と決意し、9時50分ごろまでの間に近隣住民5人を相次いで殺傷した。一方で1軒置いた隣の住民がHの部屋から上がった悲鳴で凶行に気づき、110番通報したが、その時点でHは既に隣家でさらなる殺傷行為に及んでいた。
Hは刺身包丁を持った右手にタオルを巻き、奥6畳間から取り出した金槌で玄関の鍵を叩き壊して部屋を飛び出すと、まず右隣の2階15号室へ侵入し、玄関脇台所にいた住人男性V（当時34歳）の内妻W（47歳没）を刺身包丁で襲い、胸部・腹部などを多数回突き刺した。さらに同室奥6畳の間にいた男性Vも襲い、腹部を1回突き刺した。左胸を刺され、心臓・肺を貫通された妻Wは間もなく失血死したほか、腹部を刺された男性Vも加療約1か月を要する怪我を負った。
Hは部屋から逃げ出したVを近くの新開筋商店街まで追いかけたが、途中で息切れしたためそれ以上の追跡を断念し、グリーンハウスへ戻って自室の左隣（2階17号室）へ行こうと2階通路へ上がった。すると偶然、2階31号室前の通路に2階17号室の住人女性X（49歳没）が立っていたため、Hは刺身包丁でXの左胸部・左上腕部などを多数回突き刺し、Xを殺害した。そしてグリーンハウス1階7号室（当時56歳・男性Y宅）へ赴き、玄関土間にいたYの長女Z（当時20歳）を襲い、刺身包丁で頭部・前腕部等を多数回切りつけたり突き刺したりしたほか、持っていた金槌で頭部を強打した。さらに娘Zの悲鳴を聞きつけてZの両親と兄（当時21歳・父Yの長男）が目覚め、父Y（56歳没）が玄関前まで飛び出してきたところ、Hは刺身包丁でYの左胸を一突きにし、肺を貫通する致命傷を負わせた。Yはなおも約30メートル (m) にわたり息子とともにHを追いかけたが、途中で力尽きて倒れ、搬送先の病院で失血死した。また、一命を取り留めたZも加療約3か月を要する怪我を負った。
Hはそのままグリーンハウスから逃げ去り、「皆殺しにしてやる！」と叫びつつ包丁を振り回しながら路地を出た今池商店街（今池本通）を西方に逃走した。しかし現場から約100メートル (m) 西（同区萩之茶屋二丁目の路上 / 今池停留場〈阪堺電気軌道阪堺線〉・今池町駅〈南海天王寺支線〉付近）まで逃げたところ、110番通報を受けて西成署から出動していた大阪府警の警察官3人に取り押さえられて包丁を取り上げられ、殺人および殺人未遂の現行犯で逮捕された。逮捕後、大阪府警（捜査一課・西成署）は西成署内に捜査本部を設置して被疑者Hを追及したが、Hは動機について「妻子が宗教に凝って（自身に）構ってくれない」「隣近所の者たちが物音を立て、神経質な自分に嫌がらせをするため、10日前に『死刑になってもいいから、みんなを殺してやろう』と決意した。阿倍野で刺身包丁を買ってきた」「（覚醒剤の幻覚ではなく）正気でやったつもりだ。死刑になっても構わないし、弁護士も必要ない」と供述したほか、腕には覚醒剤を注射した痕が確認された。

## 刑事裁判
刑事裁判で被告人Hは殺人罪（妻A・女性W・女性X・男性Yの計4人）・殺人未遂罪（長男B・男性V・女性Zの計3人）に問われた。Hの事件当時の責任能力が争点となり、検察官は「被告人Hは心神耗弱だった」と主張して無期懲役を求刑した一方、弁護人は「Hは心神喪失状態だった」と主張した。
1984年4月20日に大阪地方裁判所第3刑事部（岡本健裁判長）は求刑通り、被告人Hを無期懲役に処す判決を言い渡した。大阪地裁 (1984) は「被告人Hは事件当時に至るまで長期間にわたり覚醒剤を濫用した結果、強い被害妄想を抱いたことにより殺傷事件を起こしたが、妄想を除けば思考障害（連想弛緩・支離滅裂など）・幻覚・幻聴などはなかった。むしろ幻覚・妄想などの病的体験に支配され、これに威嚇されたり命令されたりして受動的に行動したわけではなく、不快・不本意な状況の持続に対して自ら能動的に犯行を起こした」「被告人Hは意思欠如・情性欠如・自己顕示性・爆発性の複合型精神病質者であることが認められるが、犯行に至った背景には薬物の影響による衝動性の亢進などより、被告人のこうした生来の異常性格（特に情性欠如性・爆発性）が最も大きな役割を果たしたと考えられる。犯行自体についての概括的な記憶は保たれており、捜査段階では当初から犯行の経過についてほぼ正確・詳細に供述している。犯行経過中における被告人の行動も、動機に即して敏速・合理的で、犯行当時は一貫して『迫害している者たちを皆殺しにしてやる』という意図の下で動いていた」と認定し、「弁別に従って行動する能力が著しく障害され、心神耗弱の状態にはあったが、弁護人が主張するような心神喪失の状態にまでは至っていなかった」と結論付けた。その上で量刑について「犯罪史上まれにみる凶悪な犯行で、特に抵抗力の弱い女性を滅多刺しにするなど冷酷・残忍・非道だ。犯行動機の形成には慢性覚醒剤中毒による被害妄想が大きく影響しているが、これはHが長期間にわたり法を無視して覚醒剤を使用し続けた結果であり、有利に斟酌すべきではない。女性W・女性X・男性Yの3人に対する殺人罪についてはHに精神障害さえなければ、本来は死刑を選択すべきであり、以前にもHに殺されかけるなど、Hのため多大の犠牲を強いられた生涯を送った末に生命まで奪われた妻Aに対する殺人罪についても無期懲役刑を選択すべきだ」と指摘した。しかし本件は心神耗弱者による犯行であるため、刑法第39条（2項）・第68条）により、一連の罪状についてそれぞれ法律上の減軽（女性W・女性X・男性Yの3人に対する殺人罪についてはいずれも死刑から無期懲役に減軽）を行った上で、併合罪の規定（刑法第45条前段）により、最も犯情の重い女性Xへの殺人罪について被告人Hを無期懲役刑に処し、刑法第46条第2項の規定により、それ以外の刑は没収を除いて科さないこととした。
その後、無期懲役刑が確定した。

## 影響
当時は覚醒剤の第2次乱用期（1970年 - 1980年代）に当たり、暴力団員以上に一般人（特に少年）の間で覚醒剤の汚染が急激に広まっていることが社会問題化していた。特に、事件が発生した1981年は覚醒剤事犯検挙者数が22,024人、翌年（1982年）は23,365人におよんでいた。また本事件以前にも深川通り魔殺人事件（1981年6月）など、覚醒剤中毒者による幻覚症状が原因となった凶悪事件が多発していたため、警察庁は同年1月から「覚せい剤禍根絶取締本部」を発足させたほか、同月には日本国政府も薬物乱用対策推進本部（本部長：田邊圀男・総理府総務長官）による本部会議を開き、改めて取り締まり強化を確認していた。しかしそのような動きの中でも覚醒剤汚染拡大の勢いは収まらず、本事件の発生に至った。
また深川事件や新宿西口バス放火事件（1980年8月）など薬物中毒・精神障害を有する人物による凶悪犯罪発生に加え、当時進められていた刑法の全面改正をめぐる議論においては保安処分（治療処分）制度の新設が最大の焦点となっていたが、『読売新聞』・『朝日新聞』は本事件の発生が保安処分導入の議論に影響を与える可能性を指摘した。しかし、保安処分制度は2020年時点に至るまで日本では施行されていない。